# Фундаментализм (философия)
Фундаментализм в философии (англ. foundationalism) — эпистемологическая позиция, согласно которой существуют некоторые последние, далее неразложимые основания достоверного знания. Это могут быть «данные чувств», «протокольные предложения», «ясные и отчетливые идеи», «суждения интуиции» и т. п. Эта позиция в философии XX века была подвергнута критике.